# Addington (Buckinghamshire)
Addington es una parroquia civil y un pueblo del distrito de Aylesbury Vale, en el condado de Buckinghamshire (Inglaterra).

## Geografía
Según la Oficina Nacional de Estadística británica, Addington tiene una superficie de 5,27 km².

## Demografía
Según el censo de 2001, Addington tenía 145 habitantes (53,1% varones, 46,9% mujeres) y una densidad de población de 27,51 hab/km². El 22,76% eran menores de 16 años, el 75,86% tenían entre 16 y 74 y el 2,07% eran mayores de 74. La media de edad era de 35,64 años. Del total de habitantes con 16 o más años, el 24,78% estaban solteros, el 67,26% casados y el 7,08% divorciados o viudos.
El 93,2% de los habitantes eran originarios del Reino Unido. El resto de países europeos englobaban al 4,08% de la población, mientras que el 2,72% había nacido en cualquier otro lugar. Según su grupo étnico, todos los habitantes eran blancos. El cristianismo era profesado por el 80,28%, mientras que el 16,9% no eran religiosos y el 2,82% no marcaron ninguna opción en el censo.
75 habitantes eran económicamente activos, todos ellos empleados. Había 56 hogares con residentes y 5 vacíos.